# Žbevac
Žbevac (izvirno srbsko Жбевац) je naselje v Srbiji, ki upravno spada pod Občino Bujanovac; slednja pa je del Pčinjskega upravnega okraja.

## Demografija
V naselju, katerega izvirno (srbsko-cirilično) ime je Жбевац, živi 621 polnoletnih prebivalcev, pri čemer je njihova povprečna starost 41,2 let (39,3 pri moških in 43,1 pri ženskah). Naselje ima 241 gospodinjstev, pri čemer je povprečno število članov na gospodinjstvo 3,34.
To naselje je, glede na rezultate popisa iz leta 2002, večinoma srbsko, a v času zadnjih treh popisov je opazno zmanjšanje števila prebivalcev.
|  |

| Demografija | Demografija     | Demografija     |
| Leto        | Št. prebivalcev | Št. prebivalcev |
| ----------- | --------------- | --------------- |
|             |                 |                 |
|             |                 |                 |
|             |                 |                 |
|             |                 |                 |
| 1948        | 1306            |                 |
| 1953        | 1318            |                 |
| 1961        | 1261            |                 |
| 1971        | 1084            |                 |
| 1981        | 874             |                 |
| 1991        | 830             | 827             |
| 2002        | 807             | 804             |
|             |                 |                 |

| Etnična sestava po popisu iz leta 2002 | Etnična sestava po popisu iz leta 2002 | Etnična sestava po popisu iz leta 2002 | Etnična sestava po popisu iz leta 2002 | Etnična sestava po popisu iz leta 2002 |
| -------------------------------------- | -------------------------------------- | -------------------------------------- | -------------------------------------- | -------------------------------------- |
| Srbi                                   | Srbi                                   |                                        | 796                                    | 99,00%                                 |
| Makedonci                              | Makedonci                              |                                        | 4                                      | 0,49%                                  |
| Neznano                                | Neznano                                |                                        | 3                                      | 0,37%                                  |